# Hitoyoshi Satomi
Hitoyoshi Satomi (japanisch 里見 仁義 Satomi Hitoyoshi; * 13. Mai 1983 in der Präfektur Gunma) ist ein ehemaliger japanischer Fußballspieler.

## Karriere
Satomi erlernte das Fußballspielen in der Schulmannschaft der Maebashi Ikuei High School. Seinen ersten Vertrag unterschrieb er 2002 bei Honda FC. Der Verein spielte in der dritthöchsten Liga des Landes, der Japan Football League. 2006 wechselte er zum Zweitligisten Thespa Kusatsu. Für den Verein absolvierte er 12 Ligaspiele. 2008 wechselte er zum Drittligisten Arte Takasaki. Ende 2008 beendete er seine Karriere als Fußballspieler.